# Quendon
Quendon är en ort i civil parish Quendon and Rickling, i distriktet Uttlesford i grevskapet Essex i England. Orten är belägen 8 km från Saffron Walden. Parish hade 156 invånare år 1931. År 1949 blev den en del av den då nybildade Quendon and Rickling. Byn nämndes i Domedagsboken (Domesday Book) år 1086, och kallades då Kuenadana.